# Батрани (Арђеш)
Батрани (рум. Bătrâni) насеље је у Румунији у округу Арђеш у општини Мошоаја. Oпштина се налази на надморској висини од 411 m.

## Становништво
Према подацима из 2002. године у насељу је живело 229 становника, од којих су сви румунске националности.